# John Crawford
John H. Crawford é um cientista da computação estadunidense.
Durante uma longa carreira na Intel, começando em 1977, foi o arquiteto-chefe dos microprocessadores Intel 80386 e Intel 80486. Também co-gerenciou o projeto da família de microprocessadores Intel P5 Pentium.
Crawford recebeu o Prêmio Eckert–Mauchly de 1995. Recebeu o Prêmio Ernst Weber de Reconhecimento de Liderança em Engenharia IEEE de 1997. Aposentou-se da Intel em 2013. Em 2014 foi nomeado fellow do Museu da História do Computador, por seu trabalho em arquiteturas de microprocessador padrão da indústria.